# Openwall

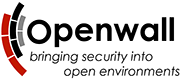
Logo projektu Openwall

Openwall - kolekcja łat autorstwa Solar Designera, zwiększającą bezpieczeństwo jądra Linux.
W chwili obecnej wydawane są wersje dla jąder serii 2.0, 2.2 oraz 2.4, 2.6.

## Właściwości
Openwall implementuje m.in.:
- niewykonywalny stos
- restrykcje dowiązań i kolejek FIFO w /tmp
- restrykcje dla /proc (zwykli użytkownicy widzą tylko własne procesy)
- wymuszenie sprawdzenia liczby limitu procesów dla execve()
- niszczenie nieużywanych obszarów pamięci dzielonej